# Christina Cock
Christina Cock (née Clay ; 25 décembre 1887 – 22 mai 2002) est une supercentenaire d'Australie qui détient le record de l'Australienne la plus âgée de l'histoire de ce pays d'Océanie, ayant atteint l'âge de 114 ans et 148 jours, validé par le Groupe de recherche en gérontologie (GRG). À sa mort, elle figurait parmi les cent personnes les plus âgées connues de tous les temps.

## Biographie
Christina Clay est née à Gorae, près de Portland, dans l'État de Victoria. Elle était la deuxième d'une famille de 11 enfants. Elle a épousé Wilbert Cock en 1913. Le couple est resté marié pendant près de 73 ans, jusqu'au décès de Wilbert à l'âge de 96 ans en 1986.
Après le décès de Mary MacPherson, âgée de 109 ans, le 11 décembre 1996, elle est devenue la doyenne des Australiens vivants, à 108 ans.
Cock a vécu de façon autonome jusqu'à l'âge de 109 ans, lorsqu'elle s'est fracturé la hanche lors d'une chute.
Plus tard, le 21 novembre 2000, Cock a battu le record australien de longévité de 112 ans et 330 jours, établi par Caroline Mockridge (11 décembre 1874 – 6 novembre 1987).
Les 25 décembre 2000 et 2001, Christina Cock est devenue la première Australienne à atteindre 113 ans et la première Australienne à atteindre 114 ans.
Au moment de son décès, elle était la deuxième personne la plus âgée du monde. Elle a failli devenir la doyenne du monde de six jours seulement, puisque Grace Clawson, née aux États-Unis le 15 novembre 1887 au Royaume-Uni, est décédée le 28 mai 2002, à l'âge de 114 ans et 194 jours, six jours après Cock.
Sa fille, Lesley Ricketson (13 février 1917 – 31 août 2020) est décédée à l'âge de 103 ans et 200 jours.
Le 22 mai 2002, à l'âge de 114 ans et 148 jours, Cock est décédée dans son sommeil, des suites d'une infection pulmonaire, aux côtés de sa fille Lesley Ricketson, à la maison de retraite Lake Park de Blackburn. La directrice de la maison de retraite Lake Park, Megg Begg, a déclaré que Cock menait une vie bien remplie jusqu'à sa mort. « Elle s'intéressait toujours à la musique et à la cuisine, en particulier aux gâteaux au chocolat, et à toute sa famille ; c'était une personne très attachée à sa famille. Ricketson a déclaré : « Elle était en très bonne santé, elle ne tombait jamais malade, elle mangeait bien et n'avait jamais rien eu de mal. » Cock laissait dans le deuil deux enfants, cinq petits-enfants, neuf arrière-petits-enfants et un arrière-arrière-petit-fils.